# Мироновка (Алтайский край)
Мироновка — посёлок сельского типа в Заринском районе Алтайского края России. Входит в состав сельского поселения Зыряновский сельсовет.

## География
Посёлок находится на северо-востоке края, на юге центральной части района, в предгорьях Салаирского кряжа. Расположен у впадении рек Журавлиха и Моховка в реку Мостовая, приток Сунгая в бассейне реки Чумыш.
Расстояние до районного центра (города Заринск) — 46 км.
Климат
континентальный. Средняя температура января −17,7 °C, июля +19,2 °C. Годовое количество атмосферных осадков — 450 мм.

## История
Посёлок входит в муниципальное образование «Зыряновский сельсовет» согласно муниципальной и административно-территориальной реформе 2007 года.

## Население
| 1997 | 1998 | 1999 | 2000 | 2001 | 2002 | 2003 | 2004 | 2005 |
| ---- | ---- | ---- | ---- | ---- | ---- | ---- | ---- | ---- |
| 216  | ↘209 | ↘199 | ↘181 | ↘180 | ↘174 | ↗179 | ↘167 | →167 |
| 2006 | 2007 | 2008 | 2009 | 2010 | 2011 | 2012 | 2013 |      |
| ↘163 | ↘148 | ↘146 | ↘133 | ↘120 | ↘119 | ↘107 | ↘98  |      |

национальный состав
Согласно результатам переписи 2002 года, в национальной структуре населения русские составляли 92 % от 190 жителей.

## Инфраструктура
Экономика
Основное направление — сельское хозяйство.

## Транспорт
Мироновка доступна автомобильным и железнодорожным транспортом.
Просёлочные дороги.
Расстояние до ближайшей железнодорожной станции Голуха — 4 км.